# أبو علي الطبري
أبو علي الحسن بن القاسم الطبري الشهير بـ أبو علي الطبري، (المتوفي 350 هـ - 961م)، فقيه من فقهاء الشافعية، فإذا أُطلِق الشيخ أبي علي عند الشافعية فإنهم يعنون أبا علي الطبري، يُنسب إلي طبرستان، درس ببغداد علي يد شيخه أبي علي بن أبي هريرة، وصنف «المحرر في النظر»، و «الإفصاح» و«المحرر» و«العدة» في المذهب، كتب في الأصول، وألف في الجدل، وهو أول كتاب صنف في الخلاف المجرد، وعلق عن أبي علي بن أبي هريرة، وهي التعليقة التي تنسب إلى أبي علي، وتوفي كهلًا سنة 350 هـ.